# 羽月まり
羽月 まり（はづき まり、8月17日 - ）は、日本の女性声優。ラベリテ・プロ所属。三重県出身。

## 出演作品

### テレビアニメ
- もえがく★5（エミリー）

### ゲーム
- もえがく＠ポータブル（エミリー）